# Artur Portela
Artur Jardim Portela (* 24. April 1901 in Leiria; † 12. März 1959) war ein portugiesischer Journalist und Schriftsteller. Er war über dreißig Jahre Korrespondent und Kriegsberichterstatter für die Abendzeitung Diário de Lisboa.

## Werdegang
Artur Portela wurde in eine Familie von Schriftstellern, Malern und Journalisten geboren. Sein Vater war der Schriftsteller Severo Portela (1875–1945), seine Mutter war Miquelina Penalva de Figueiredo Leite Pereira (* 1903). Über seine Mutter war er der Enkel des Schriftstellers Cipriano Leite Pereira Jardim (1841–1913), 2. Visconde de Monte São. Artur Portela begann noch als Schüler am Lyzeum für Zeitungen zu schreiben. Periodika wie Combate und die Gewerkschaftszeitung A Batalha kamen hinzu. Er war von frühster Jugend an Republikaner und stand in Konfrontation mit der faschistischen Salazar-Diktatur und deren strenger Pressezensur. Er unterstützte die demokratische Opposition und stand bei der Präsidentschaftswahl 1958 dem liberalen Oppositionskandidat Humberto Delgado nah.
Einen Namen machte er sich als Literatur- und Kunstkritiker sowie durch Interviews, so zum Beispiel mit den Schriftstellern Stefan Zweig, Miguel de Unamuno und Giovanni Papini, mit den französischen Politikern Paul Reynaud und Édouard Herriot, mit Franco oder 1939 mit Churchill noch am Vorabend des Zweiten Weltkrieges. 
Er schrieb auch für verschiedene andere Zeitungen: A Pátria, O Mundo, Última Hora und den Diário de Notícias. 
Er veröffentlichte mehrere Bücher unter anderem: „Batalha Humana“, „Rosas de Itália“, „Monges Negros“, „Norberto de Araújo“, „Duelos em Portugal“, „Tumultos“, „A Lareira de Portugal“.
Mehr als die Hälfte seines kurzen Lebens widmete er sich der berufsständischen Vertretung der Journalisten. Gemeinsam mit Jaime Brasil und Julião Quintinha erneuerte er die Journalistengewerkschaft und war deren Präsident. Er führte den Versorgungsfonds für die Zeitungsschaffenden in Lissabon ein.
Sein Bruder Severo (1898–1985) war Maler. Sein Sohn, Artur Guerra Jardim Portela (* 30. September 1937), ist ein bekannter Schriftsteller und Journalist, er unterschrieb bis zu seinem siebzigsten Lebensjahr mit Artur Portela Filho.

## Ehrungen
Anlässlich seines 10. Todestages wurde am 10. April 1969 in Lissabon im Stadtteil Benfica ein Platz nach ihm benannt, die Praça Artur Portela. Zwei Jahre später schuf der Bildhauer Leopoldo Almeida dafür eine Büste Portelas.